# بالان (کلیبر)
۳۸°۵۲′۳۲″ شمالی ۴۶°۴۸′۲۶″ شرقی / ۳۸٫۸۷۵۵۶°شمالی ۴۶٫۸۰۷۲۲°شرقی

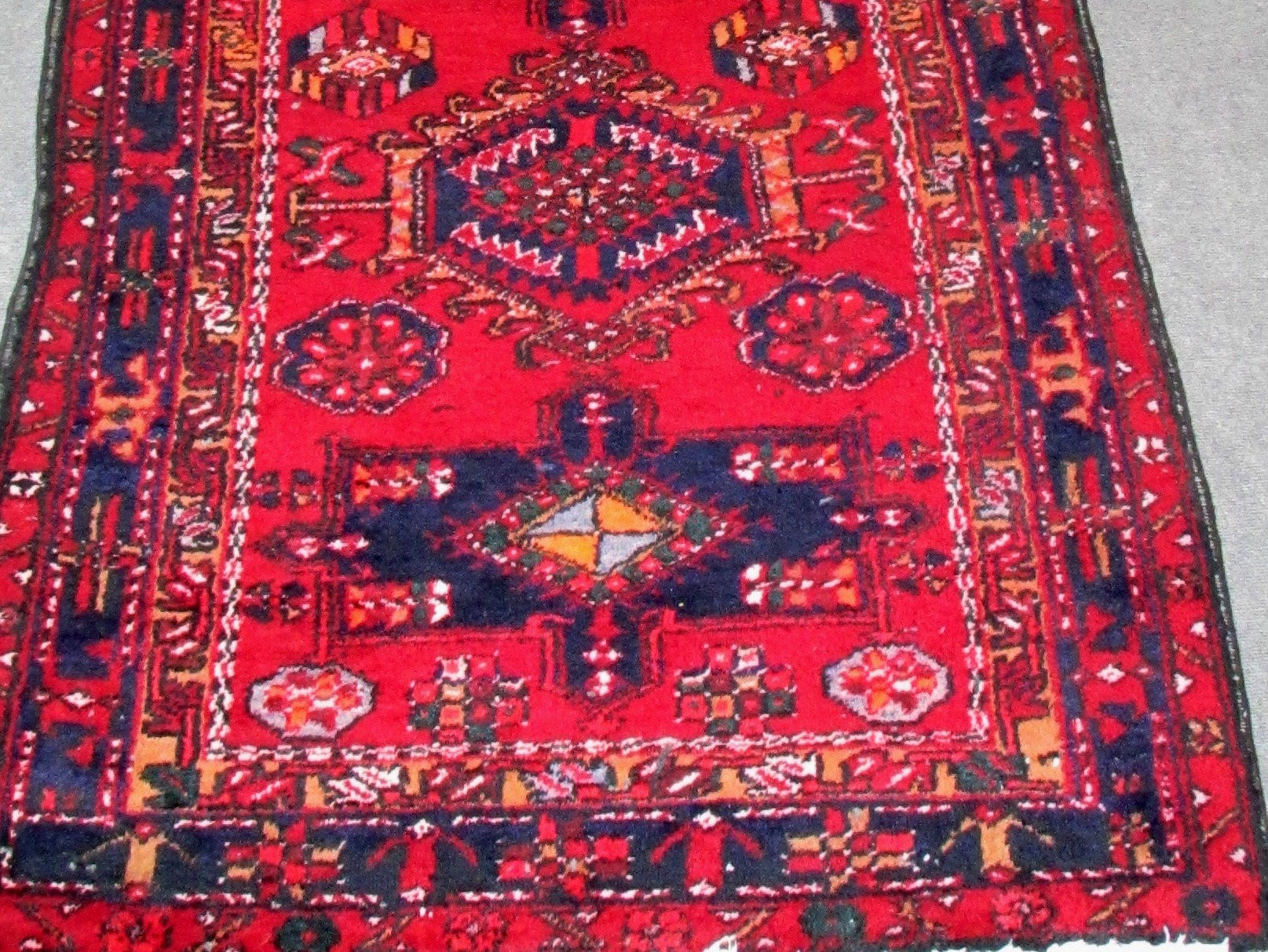
قالی بالان.

بالان (Balan) یکی از روستاهای استان آذربایجان شرقی است که در دهستان میشه‌پاره شهرستان کلیبر واقع شده‌است.روستا در مجاورت مراتع آقداش، که ییلاق عشایر محمد خانلو ارسباران است، قرار گرفته‌است. بر اساس سر شماری ۱۳۸۵، جمعیت روستا ۹۰ نفر در ۱۱ خانوار بود. روستای بالان دارای یک عدد لندرور باری و دو عدد تراکتور می‌باشد که از آن‌ها برای جمع اوری علوفه استفاده می‌شود.
معروفیت روستای بالان در چند چیز است:
- قالی کناره‌ای دستباف با نقش منحصر بفرد در روستای بالان تکامل یافته‌است. در این نقشه یک طرح، که در عکس ضمیمه نشان داده شده، سه بار تکرار می‌شود. متأسفانه بعد از سقوط تدریجی قیمت فرش در سی سال گذشته فرش بافی به قهقرا رفت. در این میان تولید قالی کناره، بعلت ابعاد ناسازگارش با معماری جدید اتاق‌های نشیمن، عملاً متوقف شد. در نتیجه نسل جدیدی از زنان فرشباف تربیت نشدند.
- محصول ترب که در این روزها یعنی سال1397 خیلی به کشت این محصول اهمیت نمی‌دهند.
- شکسته بند اسطوره ای، مرحوم صفر خان، که گفته میشد مهارت خود را در طی یک رؤیا کسب کرده‌است. بعد از فوت صفر خان، آقای کربلایی ابراهیم کار شکسته بندی را انجام می‌دهد.
- نزدیکی به ییلاق معروف آقداش، که پتانسیل گردشگری منحصر بفردی را برای روستا فراهم کرده‌است.

لازم به ذکراست در پی اختلاف و درگیری میان اسدالله خان محمد خانلو و مصطفی خان احمدی در سال 1337 شمسی اسداله خان روستاهای بالان و بهروز را شاهرگ حیاتی عشایر خواند و گفت، "اگر قرار باشد دو روستای را تسلیم مصطفی خان احمدی کنم بهتر آن است روستای حیدرکانلو (مقر رئیس محمد خانلو ها) را به او تقدیم نماییم".
- درختان پاییزه که سه عدد می‌باشند و عمرشان به بالای150سال برمیگردد ک یکی از آن‌ها میوه گلابی وحشی میدهد ولی متأسفانه یک عدد از این درختان نیمه خشک و دیگری نیمه سوخته می‌باشند.

*روستای بالان در کنار روستای آینالی(آینالو) قرار دارد که از قطب‌های گردشگری و تاریخی منطقه می‌باشد که قنطور قدیمی و معروف در آن قرار دارد.
*باتوجه به موقعیت جغرافیایی بالان که در بالاترین سطح منطقه و در وسط جنگل بکر قرار دارد لازم به ذکر است که در سال 1390 راه‌های این روستا توسط خود روستائیان که خدمات ارزنده و ماندگاری از خود بر جا گذاشتند که اهالی روستای بالان و بهروز و روستاهای اطراف و حتی گردشگران با خودرو سواری به راحتی می‌توانند در جنگل تردد کرده و از چشمه‌ها و منابع بسیار غنی و جنگل بکر و زیبا به راحتی استفاده کنند.امیدواریم در آینده‌های نزدیک لوله‌های گاز هم به این روستا راه پیدا کند.